# گراتن

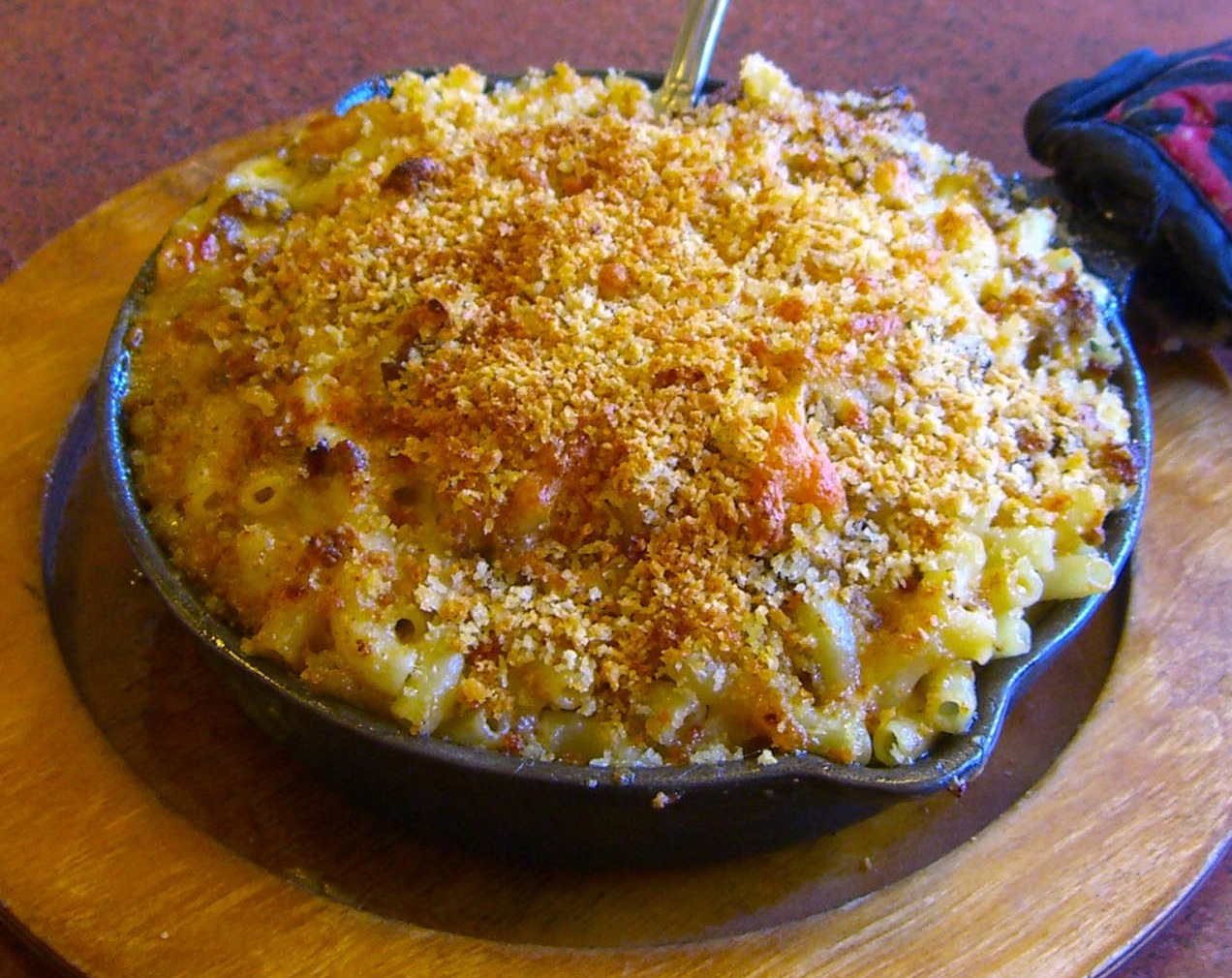
گراتن

"Sarĉin" کردن یا «روی غذا را برشته کردن» یک روش پخت است که در آن روی غذا یک لایه ترد و طلایی ایجاد می‌شود. این کار اغلب با پنیر انجام می‌شود. روی غذا را با پنیر رنده شده و/یا آرد سوخاری و کره می‌پوشانند و سپس با حرارت دادن در فر یا با استفاده از یک مشعل، یک لایه برشته و قهوه‌ای رنگ روی آن ایجاد می‌کنند.
به خوراکی که به این روش تهیه می‌شود، گراتَن (فرانسوی: gratin‎) می‌گویند.
بسیاری از غذاهای گراتینه شده با سس بشامل، مورنی یا سس‌های دیگر پوشانده می‌شوند.

## سیب زمینی گراتینه

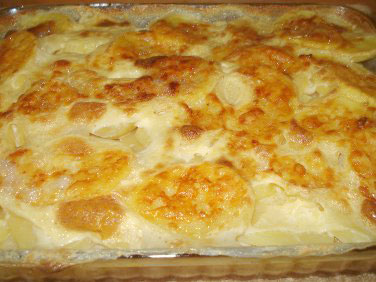
سیب زمینی گراتینه.

سیب زمینی گراتینه یکی از رایج‌ترین گراتن‌ها است و با نام‌های مختلفی شناخته می‌شود، از جمله «سیب زمینی گراتن» و «گراتن دو پوم د تر» (به فرانسوی Gratin de pommes de terre). برش‌های سیب زمینی آب‌پز شده در یک ظرف نسوز چرب شده قرار داده می‌شوند، روی آن‌ها پنیر پاشیده می‌شود و در فر یا زیر کباب‌پز قهوه‌ای می‌شوند. برش‌های سیب زمینی خام را می‌توان در مایع یا سس پخت که آن‌ها را بخارپز می‌کند و یک پوسته طلایی در بالا تشکیل می‌دهد. در ایالات متحده، این غذا به‌طور متفاوتی به عنوان سیب زمینی تشییع جنازه، سیب زمینی او گراتنau gratin، سیب زمینی اسکالوپ یا سیب زمینی برشته نامیده می‌شود. در کانادای انگلیسی، به آن سیب زمینی اسکالوپ یا سیب زمینی او گراتن می‌گویند. در کانادای فرانسوی زبان، این غذا به عنوان پاته او گراتن شناخته می‌شود. در استرالیا به آن پخت سیب زمینی می‌گویند و نیوزلندی‌ها به آن سیب زمینی اسکالوپ، صدف سیب زمینی یا (به اشتباه) کیک سیب زمینی می‌گویند. در آمریکای شمالی، سیب زمینی برشته به‌طور سنتی شامل پنیر می‌شود، و سیب زمینی اسکالوپ اینطور نیست، اما این تمایز کلاسیک به مرور زمان از بین رفته است.

## = پوم د تر گراتین (Sarĉine Sibzamini)
برای تهیه پوم د تر گراتین یا «سیب زمینی با پنیر»، طبق دستور مارس بولستین، سیب زمینی‌های بزرگ آرددار را در فر می‌پزند، سپس نصف می‌کنند و گوشت را از پوست جدا می‌کنند. گوشت را با کره، خامه، پنیر رنده شده و چاشنی (های) له می‌کنند. سپس مخلوط را دوباره داخل پوست می‌اندازند، در ظرف پخت می‌چینند، روی آن پنیر رنده شده می‌پاشند و در فر یا زیر گریل قهوه‌ای می‌کنند. این غذا همچنین به عنوان سیب زمینی دوبار پخته شده نامیده می‌شود.

## گراتن دوفینوآ
گراتن دوفینوآ (gratin dauphinois) ویژه‌ای از منطقه دوفینه فرانسه است. این غذا به‌طور معمول با سیب زمینی و خامه نازک و لایه لایه تهیه می‌شود که در ظرف کرهای که با سیر مالیده‌شده پخته می‌شود.
گراتن دولا ساویا (Gratin savoyard)
گراتن دولا ساویا غذایی مشابه است که در شهرستان مجاور ساوی (Savoy) یافت می‌شود. این غذا شامل لایه‌های متناوب سیب زمینی ورقه شده، پنیر بوفور و تکه‌های کره است که با آب گوشت به عنوان مایع تهیه می‌شود. در این غذا از خامه استفاده نمی‌شود.

## پاستا
غذای ناپلی پاستا ال گراتن (که در انگلیسی آمریکایی به آن پاستا او گراتن نیز می‌گویند) ممکن است با انواع مختلفی از پاستا، از جمله پنه، ریگاتونی، فوزیلی/ اسپیرلی، ماکارونی یا تالیاتله تهیه شود. پاستا آل دنته پخته می‌شود، سپس با سس بشامل، پنیر (معمولاً مخلوطی شامل اسکامورزا، موتزارلا یا پارمزان) و آرد سوخاری پوشانده می‌شود، سپس پخته می‌شود.

## غذاهای دریایی
سول او گراتن (Sole au gratin)، یک گراتن زبان گاوماهی است که اغلب با قارچ پوشانده می‌شود. بسیاری از گراتن‌های ماهی از سس گراتن سفید و پنیر استفاده می‌کنند و به سرعت قهوه‌ای می‌شوند. Cozze gratinate یک دستور غذای صدف است که در ایتالیا یافت می‌شود.
وسوسه ژانسون ("Jansson's Temptation") یک گراتن سوئدی از سیب زمینی، پیاز و ماهی کنسرو شده است که تا حدودی شبیه به یک غذای فرانسوی سیب زمینی با ماهی کولی است.

## سبزیجات
گراتن لانگدوسیِن (Gratin Languedocien) با بادنجان و گوجه‌فرنگی درست می‌شود، با آرد سوخاری و روغن پوشانده می‌شود و سپس برشته می‌شود. این غذا شبیه غذای ایتالیایی معروف به بادنجان پارمزان است. سایر سبزیجات که معمولاً در غذاهای گراتینه استفاده می‌شوند عبارتند از گل کلم، اسفناج، و کدو حلوایی.